# سیارک ۱۷۴۸۰۱
سیارک ۱۷۴۸۰۱ (به انگلیسی: 174801 Etscorn، نامگذاری:2003WZ165) صد و هفتاد و چهار هزار و هشتصد و یکمین سیارک کشف شده‌است که در ۲۳ نوامبر ۲۰۰۳ کشف شد.